# ۴۸۹ (پیش از میلاد)
۴۸۹ (پیش از میلاد) ۴۸۹مین سال قبل از تقویم میلادی است.